# Caixa Galicia
Caixa Galicia fue una caja de ahorros española con sede en La Coruña, Galicia, que llegó a ser la mayor entidad financiera de dicha comunidad. Llegó a tener una red superior a las 800 oficinas en todas las comunidades autónomas españolas. La entidad gallega estaba presente en once países de Europa y América, incluyendo sus últimas aperturas en Miami, Panamá, y Brasil. 
El 3 de diciembre de 2010, se produjo su extinción al fusionarse con Caixanova, dando lugar a una nueva caja de ahorros, NovaCaixaGalicia. La caja de ahorros resultante de la fusión tan sólo un año después cedió su negocio bancario, red de oficinas y cartera de clientes a una nueva entidad bancaria de la cual la caja era la propietaria, NCG Banco.

## Historia
Se constituyó en 1978  tras la fusión de la Caja de Ahorros y Monte de Piedad de La Coruña y Lugo y la Caja de Ahorros y Monte de Piedad de Ferrol. En 2010 se aprobó la fusión con Caixanova, que fue impuesta por la Junta de Galicia y el Banco de España, para evitar la intervención de la entidad con sede en La Coruña, en quiebra técnica. El nombre para la caja fusionada fue Novacaixagalicia.

## Extensiones y crecimiento
En 2006 realizó 61 millones de operaciones en cajeros y terminales punto de venta, 50.000 operaciones a través del teléfono móvil y 500.000 clientes en su banca electrónica. El 61% de las operaciones que se hacen en Caixa Galicia se realizan ya fuera de la oficina.
En 2006 Caixa Galicia consiguió un beneficio neto de 357 millones de euros, con un crecimiento del 68%. Las cifras de su cuenta de resultados son ilustrativas: aumento de un 37% en el volumen de negocio gestionado y del 46% en el volumen de inversión crediticia, con un 58% de incremento en inversión a empresas; crecimiento en todos los márgenes de la cuenta de resultados por encima del 20%, crecimiento diversificado de las líneas de negocio y con la apertura de 58 nuevas oficinas.[cita requerida]

## CXG Corporación CaixaGalicia
La actividad básica de la sociedad Corporación CaixaGalicia, una empresa creada para poder realizar las inversiones que debido a la naturaleza de Caixa Galicia como caja sin ánimo de lucro no podía ejercer su matriz, consistía en agrupar las participaciones empresariales de la matriz en sectores económicos fundamentales focalizando su actividad en Galicia. Además, poseía un grupo empresarial propio con más de 100 empresas de 15 sectores económicos. 
Con los progresivos cambios de reestructuración de la entidad, la corporación que perteneció a Caixa Galicia primero fue heredada por la nueva caja resultante de la fusión con Caixanova, NovaCaixaGalicia, y posteriormente, en 2012, cuando la caja cesó su actividad bancaria, fue cedida a NCG Banco, cambiando su razón social por NCG Corporación S.A. y su marca comercial por Corporación Novagalicia Banco.
| Sociedad  | Porcentaje |
| --------- | ---------- |
| Tecnocom  | 20,05%     |
| Pescanova | 20%        |
| Quabit    | 4,084%     |
| Sacyr     | 2,99%      |
| Itinere   | 12%        |